# 게리 스피드
게리 스피드(영어: Gary Speed, MBE, 1969년 9월 8일 ~ 2011년 11월 27일)는 영국 웨일스의 축구 선수이자 감독이다. 선수 시절 1988년~1996년 리즈 유나이티드 FC, 1996년~1998년 에버턴 FC, 1998년~2004년 뉴캐슬 유나이티드 FC, 2004년~2008년 볼턴 원더러스 FC, 2008년~2010년 셰필드 유나이티드 FC에서 활동한 경력이 있다. 국가대표로는 1990년~2004년 웨일스 국가대표팀에서 활약했다. 감독으로는 2010년 셰필드 유나이티드 FC, 2010년~2011년 웨일스 국가대표팀을 맡았다. 웨일스 국가대표팀 감독으로 활동하던 중 2011년 11월 27일 자살로 사망하였다.

## 서훈
- 2010년 대영 제국 훈장 5등급(MBE) 수훈[1]